# Phyllophaga bolacoides
Phyllophaga bolacoides är en skalbaggsart som beskrevs av Bates 1888. Phyllophaga bolacoides ingår i släktet Phyllophaga och familjen Melolonthidae. Inga underarter finns listade i Catalogue of Life.